# Grand Bahama International Airport
Grand Bahama International Airport (engelska: Freeport International Airport) är en flygplats i Bahamas.   Den ligger i distriktet City of Freeport District, i den nordvästra delen av landet, 210 km nordväst om huvudstaden Nassau. Grand Bahama International Airport ligger 2 meter över havet. Den ligger på ön Grand Bahama Island.
Terrängen runt Grand Bahama International Airport är mycket platt. Havet är nära Grand Bahama International Airport åt nordväst. Närmaste större samhälle är Freeport, 2,8 km söder om Grand Bahama International Airport. 
Runt Grand Bahama International Airport är det ganska glesbefolkat, med 38 invånare per kvadratkilometer.